# Staatliche Medizinische Universität der Region Altai

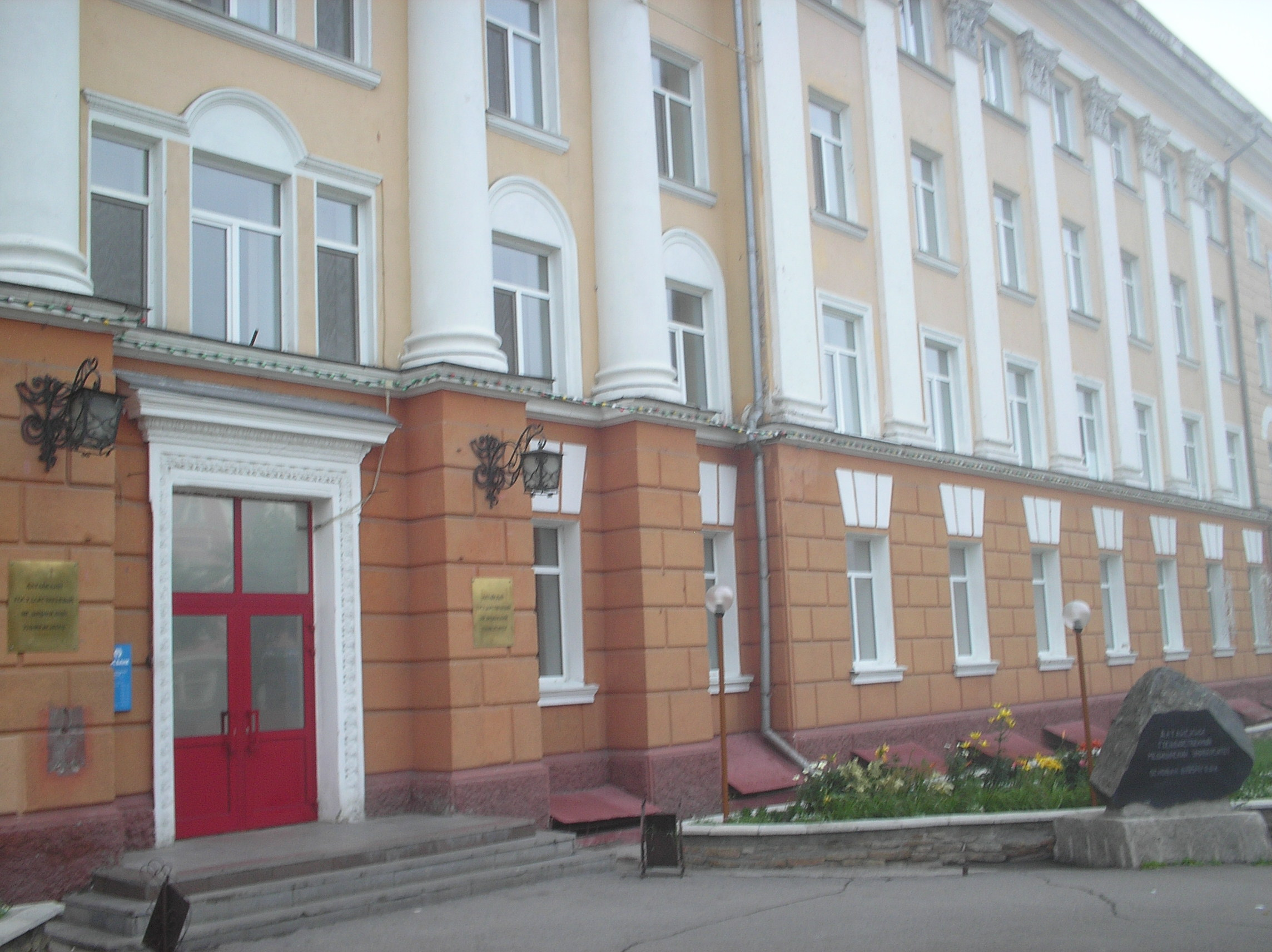

Die Staatliche Medizinische Universität der Region Altai (russisch Алтайский государственный медицинский университет) ist eine öffentliche Universität in Barnaul, Russland. Sie wird von mehr als 60 Abteilungen geleitet und hat sieben Fakultäten. Sie wurde 1954 vom Ministerrat der Russischen Sozialistischen Föderativen Sowjetrepublik (RSFSR) gegründet und ist auch unter dem ehemaligen Namen Staatliches Leninskij-Komsomol-Institut für Medizin in der Region Altai (und dem veralteten englischen Namen Altai State Medical Institute) bekannt.

## Bildung und Studentenleben
Es gibt mehr als 4000 Studenten, die jährlich an der ASMU studieren. Die meisten Studenten kommen aus der Russischen Föderation und ausländische Studenten aus den angrenzenden Regionen.

## Fakultäten
Die Universität hat 7 Fakultäten: 
- Allgemeine Medizin (Лечебный)
- Pädiatrie (Педиатрический)
- Pharmazeutika (Фармацевтический)
- Stomatologie (Стоматологический)
- Hygiene und Krankheitsprävention (Медико-профилактический)
- Krankenpflege (Высшего сестринского сестринского образования)
- Berufliche Weiterbildung (Повышения квалификации)